# Yoshio Mochizuki
 (décembre 2019).
Si vous disposez d'ouvrages ou d'articles de référence ou si vous connaissez des sites web de qualité traitant du thème abordé ici, merci de compléter l'article en donnant les références utiles à sa vérifiabilité et en les liant à la section « Notes et références ».
Pour les articles homonymes, voir Mochizuki.
Yoshio Mochizuki (望月 義夫, Mochizuki Yoshio), né le 2 mai 1947 à Shimizu (Japon) et mort le 19 décembre 2019 dans la même ville, est un homme politique japonais. 
Membre du Parti libéral-démocrate, il est ministre de l'Environnement du 3 septembre 2014 au 7 octobre 2015, dans les gouvernements Abe II et III.

## Biographie
Originaire de Shimizu (Shizuoka) et diplômé de l'Université de Chuo, Yoshio Mochizuki a été élu au premier de ses quatre mandats à l'assemblée de la ville de Shimizu en 1975 et au premier de ses deux mandats à l'assemblée de la Préfecture de Shizuoka en 1991. Il a été élu à la Chambre des représentants pour la première fois en 1996 en tant qu'indépendant. Il était affilié à l'organisation ouvertement révisionniste Nippon Kaigi. 
Yoshio Mochizuki est décédé à l'âge de 72 ans le 19 décembre 2019.